# Teoria dell'energia specifica dei nervi
La teoria dell'energia specifica dei nervi (o principio dell'energia nervosa specifica), proposta inizialmente da Johannes Peter Müller nel 1826, sosteneva che ogni organo o fibra sensoriale evocherebbe una sensazione specifica, sia che questa sia stimolata naturalmente o da uno stimolo artificiale (come una scossa elettrica).
All'epoca, con questo si intendeva che ogni organo o fibra sensoriale trasmettesse un cambiamento specifico allo stimolo. In realtà Müller non sapeva se le differenti energie dei nervi sensoriali fossero proprie dei nervi stessi o di quelle parti del cervello e del midollo a cui lo stimolo percepito faceva riferimento.
Il principio fu ripreso da Helmholtz.